# Campionato austriaco di hockey su pista
Il campionato austriaco di hockey su pista (de:Österreichischer Meister) è il massimo campionato austriaco di hockey su pista. Il torneo è stato istituito nel 1992 ed è organizzato dalla Federazione di pattinaggio dell'Austria. I vincitori di tale torneo si fregiano del titolo di campioni d'Austria.

## Formula
Al campionato prendono parte generalmente 4 squadre. Il torneo si svolge secondo la formula del girone all'italiana: ogni formazione affronta tutte le altre due volte, una presso la propria pista (partita in casa), una presso la pista avversa (partita in trasferta). Vengono assegnati tre punti alla squadra che vince una partita, un punto a ciascuna squadra in caso di pareggio e zero alla squadra sconfitta.
La classifica viene stilata in base ai punti conseguiti complessivamente; in caso di parità tra due o più squadre, le posizioni in graduatoria vengono determinate prendendo in considerazione i seguenti criteri discriminanti, elencati in ordine di importanza:
Al termine del campionato la squadra 1ª classificata viene proclamata campione d'Austria.

### Qualificazioni alle coppe europee
In base ai regolamenti delle competizioni hockeistiche europee, sono qualificate di diritto alla Coppa WSE due squadre provenienti dal campionato austriaco:
- la squadra campione d'Austria;
- la squadra 2ª classificata.

## Albo d'oro
| Edizione | Vincitore |
| -------- | --------- |
| 1992     | Villach   |
| 1993     | Villach   |
| 1994     | Villach   |
| 1995     | Wolfurt   |
| 1996     | Wolfurt   |
| 1997     | Villach   |
| 1998     | Villach   |
| 1999     | Villach   |
| 2000     | Dornbirn  |
| 2001     | Wolfurt   |
| 2002     | Dornbirn  |
| 2003     | Dornbirn  |
| 2004     | Dornbirn  |
| 2005     | Dornbirn  |
| 2006     | Dornbirn  |
| 2007     | Wolfurt   |

| Edizione  | Vincitore              |
| --------- | ---------------------- |
| 2008      | Dornbirn               |
| 2009      | Dornbirn               |
| 2010      | Dornbirn               |
| 2011      | Dornbirn               |
| 2012      | Dornbirn               |
| 2013      | Dornbirn               |
| 2014      | Villach                |
| 2015      | Wolfurt                |
| 2016      | Dornbirn               |
| 2017      | Dornbirn               |
| 2018      | Dornbirn               |
| 2019      | Wolfurt                |
| 2020-2021 | Edizioni non disputate |
| 2022      | Dornbirn               |

### Riepilogo vittorie per squadra
| Squadra  | Titoli | Edizioni                                                                                       |
| -------- | ------ | ---------------------------------------------------------------------------------------------- |
| Dornbirn | 16     | 2000, 2002, 2003, 2004, 2005, 2006, 2008, 2009, 2010, 2011, 2012, 2013, 2016, 2017, 2018, 2022 |
| Villach  | 7      | 1992, 1993, 1994, 1997, 1998, 1999, 2014                                                       |
| Wolfurt  | 6      | 1995, 1996, 2001, 2007, 2015, 2019                                                             |